# Sigvatr Þórðarson

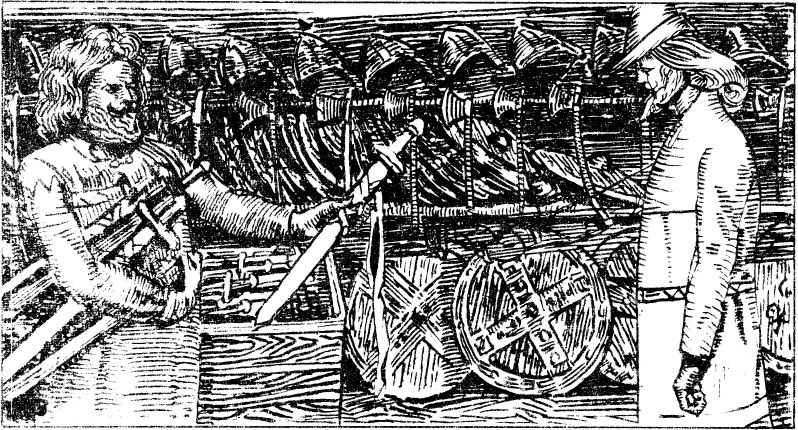
Rei Olavo apresentando uma espada a Sigvatr Þórðarson, Christian Krohg, 1899

Sigvatr ðórðarson (Sighvatr Þórðarson, Sigvat Tordarson) ou Sigvat, o Skald (995-1045), era um escaldo islandês. Ele foi um poeta da corte do rei Olavo II da Noruega, bem como de Canuto, o Grande, Magnno, o Bom e Anundo Jacó, por cujos reinos sua florinha pode ser datada do século XI anterior. Sigvatr era o mais conhecido dos esquadrões da corte do rei Olavo e também serviu como seu marechal ( stallare ).
Aproximadamente 160 versos da poesia de Sigvatr foram preservados, mais do que qualquer outro poeta desse período. O estilo dos poemas de Sigvat é mais simples e mais claro do que aquele que geralmente caracteriza composições antigas. Embora seu verso ainda seja denso, ele usa menos circunlocações poéticas complexas do que muitos de seus antecessores e, como poeta cristão, em geral evita alusões à mitologia pagã.
A maioria de seus poemas sobreviventes eram textos que elogiavam o rei Olavo. Muitos dos poemas da saga de Santo Olavo em Heimskringla são de Sigvatr. Víkingarvísur, composto c . 1014-15, é o mais antigo dos longos poemas sobreviventes atribuídos a ele. O poema registra as batalhas do Rei Olavo em suas expedições vikings até 1015, quando ele retornou à Noruega para construir um reino para si.
Em Nesjavísur, o próximo poema mais antigo de Sigvatr, o escaldo descreve a batalha naval entre Olavo e Sueno (filho de Haquino) na Batalha de Nesjar, perto de Brunlanes, em 1016, o momento chave da ascensão de Olavo ao poder na Noruega.

## Poemas
1. Víkingarvísur - sobre as primeiras ações do rei Olavo
2. Nesjavísur - na batalha de Nesjar
3. Austrfararvísur - em uma viagem diplomática à Suécia
4. Drápa um Óláf Konung - sobre rei Olavo
5. Vestrfararvísur ("versos de viagem ocidentais") - em uma viagem à Grã-Bretanha
6. Kvæði um Erling Skjalgsson - em Erlingr Skjalgsson
7. Flokkr um Erling Skjalgsson - em Erlingr Skjalgsson
8. Tryggvaflokkr - em Tryggve, o pretendente
9. Kvæði um Ástríði Dróttningu - sobre Rainha Astrid
10. Knútsdrápa - em memória do rei Canuto, o Grande
11. Bersöglisvísur - repreensão ao rei Magno
12. Erfidrápa Óláfs helga - em memória do rei Olavo
13. Lausavísur
14. Brot - fragmentos

## Outras fontes
- Whaley, Diana  (editor) Poetry from the Kings' Sagas 1, From Mythical Times to c. 1035 (Brepols Publishers. 2013) ISBN 978-2-503-51896-1
- O'Donoghue, Heather (2005) Skaldic Verse and the Poetics of Saga Narrative (Oxford University Press) ISBN 978-0199267323